# Wolfsiefen
Wolfsiefen ist ein Ortsteil im Stadtteil Bärbroich von Bergisch Gladbach.

## Geschichte
Der Siedlungsname Wolfsiefen ist neuzeitlich und nimmt auf das ehemalige Vorkommen von Wölfen Bezug, die bis in das 19. Jahrhundert in den ausgedehnten Wäldern rings um Bensberg noch heimisch waren. Ein Siefen ist ein enges, schluchtenartiges Waldtal mit kleinem Rinnsal.  Die Ortschaft ist im Urkataster nicht verzeichnet.
Laut der Uebersicht des Regierungs-Bezirks Cöln besaß der als „Bauergüter“ kategorisierte Ort 1845 zwei Wohnhäuser. Zu dieser Zeit lebten zehn Einwohner im Ort, alle katholischen Glaubens. Die damalige Schreibweise des Ortsnamens lautete Wolfseifen.

## Siefen
Südlich und südöstlich von Wolfsiefen liegen die drei Quellen, denen Dreispringen seinen Namen verdankt. Von jeder Quelle geht ein Quellsiefen aus. Sie laufen wie eine Gabel aufeinander zu und vereinigen sich etwa 50 Meter bevor sie das Tal erreichen. Dieses Bächlein fließt sodann in den Kotzbach.

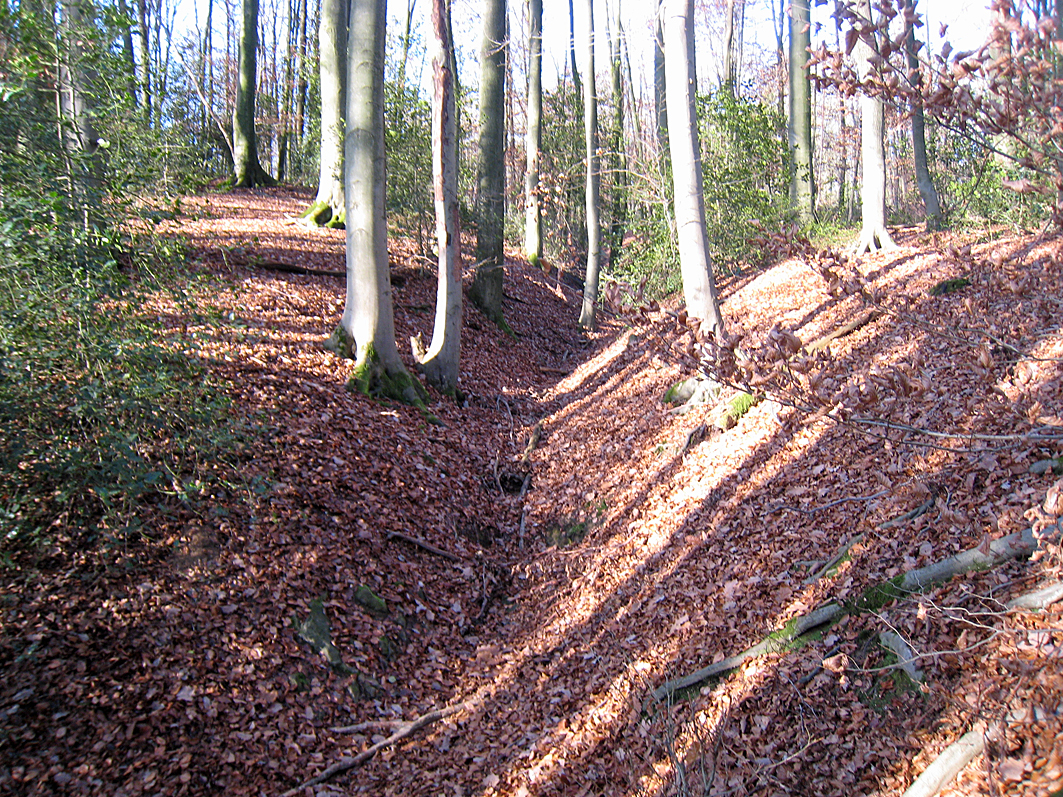
Westlicher Quellsiefen
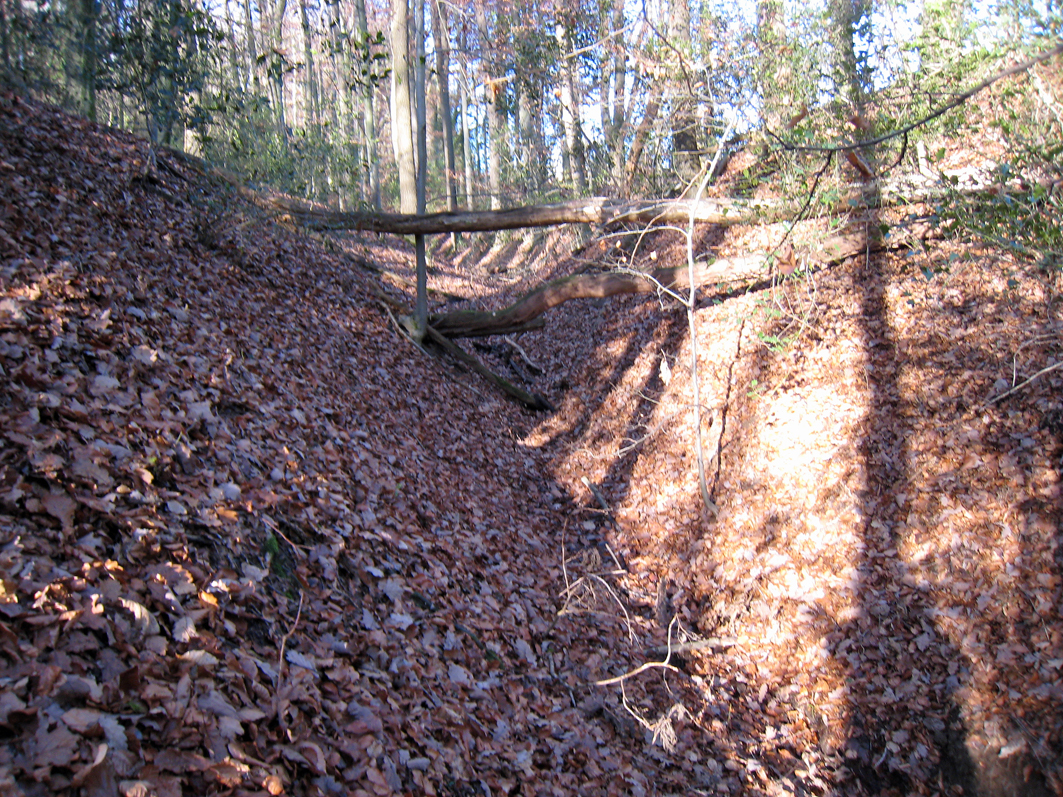
Mittlerer Quellsiefen
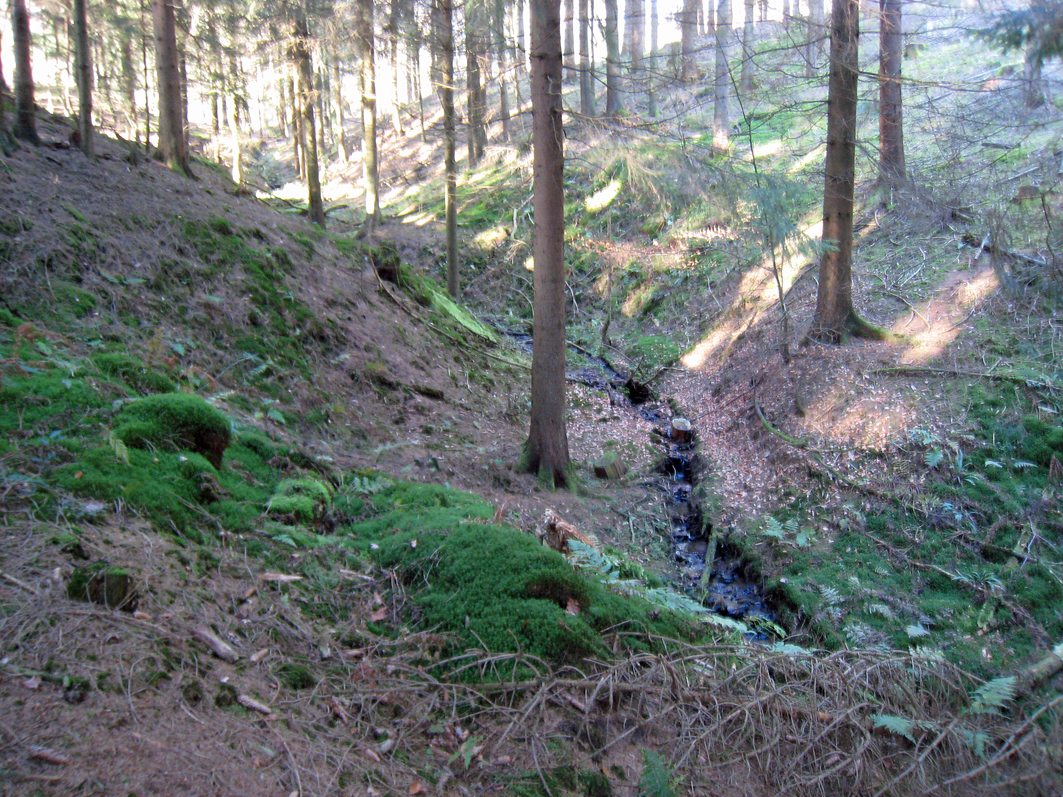
Östlicher Quellsiefen
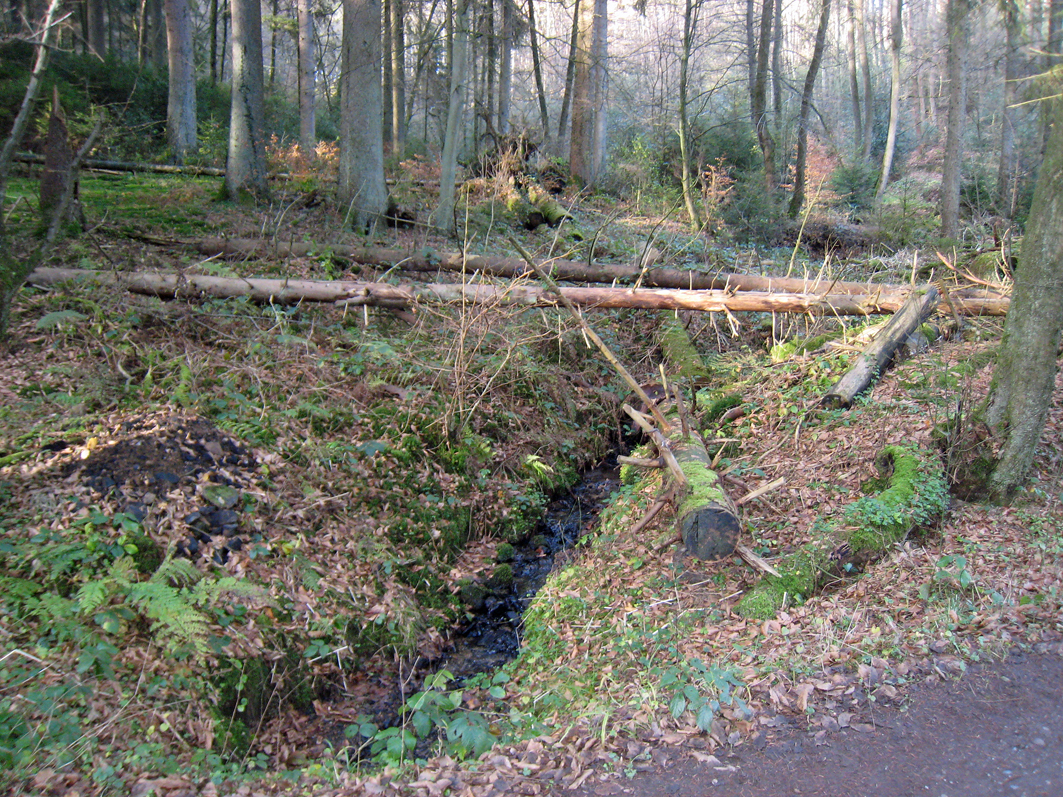
Das Bächlein unterquert die Straße Juckerberg und fließt dann in den Kotzbach.

## Bergbau
Unmittelbar westlich von Wolfsiefen lagen die beiden großen Bergwerke Grube Apfel und Grube Berzelius.